# Всебратське
Всебра́тське  — житловий масив на південній околиці Центрально-Міського району.

## Загальні відомості
Виник у 20-х рр. ХХ ст. як комуна, де люди почували себе братами. Розвитку набув у кінці 40-60-х. Основу населення становили сім'ї гірників Рудоуправління ім. Ілліча.
Площа до 110 га. Має 11 вулиць, мешкає до 1,2 тис. осіб.

## Постаті
Руденко Євген Іванович (1977—2014) — старший лейтенант Збройних сил України, учасник російсько-української війни.